# Janie Terrero
Janie Terrero (Finchingfield, 14 d'abril del 1858 – Hampstead, 22 de juny del 1944) fou una suffragette que, com a membre de la Unió Social i Política de les Dones (WSPU, de l'anglès Women's Social and Political Union), fou empresonada i alimentada per la força, i és per això que va rebre la Medalla de Vaga de Fam de la WSPU.

## Biografia
Jane Beddall (cognom de soltera) nasqué a Finchingfield, Essex, al 1858. Era la filla menor d'Eliza Fitch (1815-?) i Thomas Beddall (1795-1865), un llaurador. Va rebre una educació de classe mitjana. Es casà amb Máximo Manuel Juan Nepomuceno Terrero i Ortiz de Rozas (1856–1926), conegut com a Manuel Terrero, fill de Manuela Rosas i net del general Juan Manuel de Rosas, al desembre de 1885. La parella va viure a Southampton des de 1898 fins a 1910, quan es traslladaren a Rockstone House, a Pinner, la casa que s'havien fet construir.

## Activisme

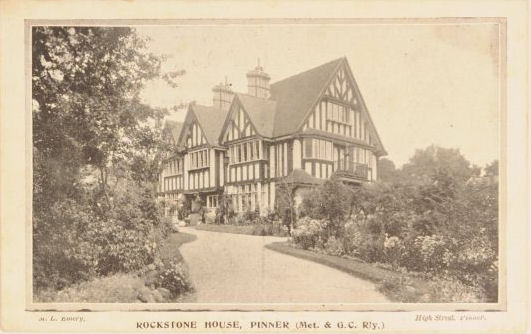
Rockstone House a Pinner va ser construïda per als Terrero i es va convertir en el focus de les seues activitats per a la WSPU

Sufragista des dels 18 anys, entrà en la Unió Social i Política de les Dones (WSPU) el 1908. També era membre de la Unió Nacional de Societats de Sufragi Femení (NUWSS). Va formar una branca local de la Unió Social i Política de les Dones a Pinner, Middlesex, al 1910, i en fou secretària honorària. A Rockstone House, ella i el seu marit oferien festes al saló en suport de la WSPU el 1905 i 1907. El 1911, Constance Bulwer-Lytton fou l'oradora convidada en una festa al jardí oferta pels Terrero en suport de la WSPU. Igual que moltes altres suffragettes, va evitar el cens del 1911, que només enumera l'espòs en l'adreça de la seua casa. Al 1912 els Terrero vivien a Harrow.
Era entre les 200 dones arrestades al març del 1912 que havien participat en una campanya per a trencar finestres a Londres per a coincidir amb la lectura del projecte de llei de conciliació del Parlament. Terrero tenia el suport del seu marit, que era membre de la Lliga d'Homes per al Sufragi de Dones. Ella no havia volgut que ell sabés per endavant la seua participació en la campanya: «com sé amb la teua amabilitat i consideració habituals per mi, també voldràs venir-hi, això no podria permetre-ho […] Sent el meu honor com a dona en joc i n'he de defensar la meua posició amb la resta. Si arribàs a la presó, no em pagues la multa.» El 2 de març del 1912, va comparèixer en la Cort de Magistrats de Bow Street per a respondre als càrrecs del trencament de finestres. La condemnaren a quatre mesos a la presó de Holloway, on va participar en una vaga de fam i fou alimentada dues vegades per força. Un metge de la presó detingué la seua alimentació forçada, segurament per l'efecte que estava tenint en la seua salut, i l'alliberaren uns dies abans del final de la condemna. La seua signatura es troba entre les brodades al mocador Suffragette de Holloway al març del 1912.

## Llegat
El 1939, ja vídua, vivia a Hampstead; Jane Beddall Terrero de Roses va morir el 1944 als vuitanta-sis anys. Ella i el seu marit són enterrats en la secció anglicana de l'antic cementeri de Southampton (Hampshire).
Va deixar notes que detallaven com l'havien tractat a Holloway i aquestes romanen en la Suffragette Fellowship Collection del Museu de Londres. Va llegar 2.000 llibres a la biblioteca del Working Men's College. Aquests es van dispersar quan la biblioteca es dissolgué en la dècada de 1990. El Museu de Londres té un tapís decorat amb els colors sufragistes porpra, blanc i verd que va ser brodat a la presó de Holloway per Janie Terrero. Està brodat amb els noms de les vaguistes que van ser empresonades amb ella a Holloway per haver trencat finestres com a part d'una campanya sufragista al març del 1912.